# Obispo emérito
Obispo emérito es el título asignado a un obispo católico en el momento en que deja de conducir una diócesis, tras alcanzar el límite de edad (han llegado a los 75 años o van a cumplirlos en el cargo), por motivos de salud o 
porque haya transferido a otros, funciones no relacionadas con el cuidado pastoral de una diócesis.
El título de "obispo emérito" es siempre seguido del nombre de la diócesis a la cual el prelado ha renunciado, y con la cual continúa manteniendo «un vínculo de afecto espiritual».
Hasta 1970, a los obispos que renunciaban a una diócesis se les asignaba el título de una sede extinta. Hoy en cambio mantienen el título de la diócesis a la cual han renunciado con el calificativo de "emérito".

## Normativa de la Iglesia Católica
Para reflejar las directrices contenidas en el decreto conciliar Christus Dominus, el papa Pablo VI publicó el 6 de agosto de 1966 el «motu proprio» Ecclesiae Sanctae con el cual establecía la norma según la cual «todos los obispos diocesanos y a todos aquellos equivalentes en el derecho, a presentar voluntariamente, no más de 75 años de edad, la renuncia de su oficio a la autoridad competente».
La normativa confluyó en el nuevo Código de Derecho Canónico, promulgado por el papa Juan Pablo II el 25 de enero de 1983:

El obispo diocesano que haya cumplido setenta y cinco años de edad, presente la renuncia de su oficio al Sumo Pontífice, quién lo hará, después de considerar todas las circunstancias.
Art. 401, §1

Un obispo diocesano que por enfermedad u otra causa grave resulte incapaz de cumplir su oficio, se le ruega encarecidamente presentar su renuncia al cargo.
Art. 401, §2

```
Estas disposiciones, que no son obligatorias (se invita al obispo ...), también se extienden a obispos coadjutores y auxiliares,
[
7
]
```

y los obispos de las iglesias sui iuris, 
Han sido reafirmado por Francisco en el rescripto en la renuncia de los obispos diocesanos y de los titulares de las oficinas designadas por el Papa el 5 de noviembre de 2014.
El Código de Derecho Canónico introdujo en la normativa de la Iglesia católica el título de "obispo emérito", asignándoselo a aquellos obispos diocesanos cuya renuncia es aceptada por el sumo pontífice:

El obispo, cuya renuncia a su cargo ha sido aceptada, mantiene el título de emérito de la diócesis ...
Art. 402, §1

El título también es confirmado por el "Directorio para el ministerio pastoral de los obispos", fechado el 22 de febrero de 2004, donde se afirma que "desde el momento en que se publica la aceptación de la renuncia por parte del Romano Pontífice, el Obispo diocesano asume, de pleno derecho , el título de obispo emérito de la diócesis ". El mismo directorio especifica que el título de "obispo emérito" no se aplica a los obispos auxiliares, que ya tienen su propio título.

## Derechos y deberes de los obispos eméritos
El "Directorio para el ministerio pastoral de los obispos" especifica los derechos y obligaciones de los Obispos eméritos en relación con:
- El obispo diocesano.
- La "Munera" episcopal.
- La diócesis donde reside.
- La Iglesia universal.
- Los organismos diocesanos.

## Documentos de la Santa Sede sobre los obispos eméritos
- Decreto del Concilio Vaticano II Christus Dominus, 28 de octubre de 1965, art. 21
- Papa Pablo VI, motu proprio Ecclesiae Sanctae, 6 de agosto de 1966, art. 11 (en línea)
- Congregación para los obispos, De titulo tribuendo episcopis officio renuntiantibus, 7 de noviembre de 1970 (en línea)
- Congregación para los obispos, Normae de Episcopis ab officio cessantibus, 31 de octubre de 1988 (en línea)
- Código de Derecho Canónico, 25 de enero de 1983, art. 401, 402, 411, 707, 1242
- Código de los cánones de las Iglesias orientales, 18 de octubre de 1990, art. 210, 211, 218
- Pontificio consejo para los textos legislativos, Responsio a propositum dubium del 2 de julio de 1991 sobre los cánones 346, § 1 y 402, § 1 (en línea)
- Papa Juan Pablo II, motu proprio Apostolos suos, 21 de mayo de 1998, art. 17 (en línea)
- Congregación para los obispos, Carta circular a los Presidentes de las Conferencias episcopales, 7 de junio de 2003
- Papa Juan Pablo II, Exhortación apostólica post-sinodal Pastores gregis, 16 de octubre de 2003, n. 59 (en línea)
- Congregación para los obispos, Directorio para el ministerio pastoral de los obispos Apostolorum successores, 22 de febrero de 2004, cap. IX, nnº 225-230 (en línea)